# Carcelia pilosa
Carcelia pilosa är en tvåvingeart som beskrevs av Chao och Liang 1986. Carcelia pilosa ingår i släktet Carcelia och familjen parasitflugor. Inga underarter finns listade i Catalogue of Life.